# Jonathan Rowson
Jonathan Rowson (ur. 18 kwietnia 1977 w Aberdeen) – szkocki szachista, arcymistrz od 2000 roku.

## Kariera szachowa
W roku 1995 zdobył srebrny medal (za Robertem Kempińskim) na mistrzostwach Europy juniorów do lat 18. Drugi medal mistrzostw Europy juniorów zdobył w 1997 roku, zajmując II miejsce w kategorii do lat 20. W 1999 wywalczył swój pierwszy tytuł mistrza Szkocji, po kolejne złote medale sięgnął w 2001 i 2004 roku. W 2000 jako trzeci Szkot (po Paulu Motwanim oraz Colinie McNab) otrzymał tytuł arcymistrza. W roku 2002 zwyciężył w otwartym turnieju w Puli oraz podzielił I lokatę (wraz z m.in. Arturem Jusupowem, Kamilem Mitoniem oraz Aleksandrem Oniszczukiem) w turnieju World Open w Filadelfii. W 2004 zwyciężył (wraz z Vasiliosem Kotroniasem) w Hastings. W latach 2004, 2005 i 2006 trzykrotnie z rzędu zwyciężył w mistrzostwach Wielkiej Brytanii. W 2008 r. triumfował w turnieju open w Porto Mannu.
W latach 1996–2008 sześciokrotnie wystąpił na szachowych olimpiadach, w tym 5 razy na I szachownicy.
Najwyższy ranking w dotychczasowej karierze osiągnął 1 lipca 2005 r., z wynikiem 2599 punktów zajmował wówczas 1. miejsce wśród szkockich szachistów.

## Wybrane publikacje
- Understanding the Grünfeld (1999, ISBN 1-901983-09-9)
- The seven deadly chess sins (2000, ISBN 1-901983-36-6)
- Chess for zebras (2005, ISBN 1-901983-85-4)